# Panzhihua Bao'anying Airport
Panzhihua Bao'anying Airport (kinesiska: 攀枝花保安营机场, 攀枝花保安營機場, Pānzhīhuā Bǎo'ānyíng Jīchǎng) är en flygplats i Kina. Den ligger i provinsen Sichuan, i den sydvästra delen av landet, omkring 510 kilometer sydväst om provinshuvudstaden Chengdu.
Runt Panzhihua Bao'anying Airport är det tätbefolkat, med 286 invånare per kvadratkilometer. Närmaste större samhälle är Dadukou, 8,9 km väster om Panzhihua Bao'anying Airport. Trakten runt Panzhihua Bao'anying Airport består till största delen av jordbruksmark.
Genomsnittlig årsnederbörd är 949 millimeter. Den regnigaste månaden är juli, med i genomsnitt 270 mm nederbörd, och den torraste är januari, med 2 mm nederbörd.